# Maria Cristina de Bourbon (1833–1902)
Maria Cristina de Bourbon (Madri, 5 de junho de 1833 – 19 de janeiro de 1902) foi uma Infanta de Espanha, popularmente apelidada "La Infanta Boba", devido à sua falta de inteligência intelectual e físico pouco atraente. Era a esposa do Infante Sebastião de Espanha e Portugal.

## Família
Maria Cristina era a décima primeira filha do infante Francisco de Paula de Bourbon e de sua primeira esposa, a princesa Luísa Carlota de Bourbon-Duas Sicílias. Seu pai era filho do rei Carlos IV de Espanha e sua mãe era filha do rei Francisco I das Duas Sicílias. Entre seus irmãos estavam Francisco, Duque de Cádis, rei consorte de Espanha por seu casamento com a rainha Isabel II.

## Casamento e filhos
A infanta casou-se em 19 de novembro de 1860 com Sebastião de Bourbon e Bragança, infante de Portugal e Espanha, neto do rei João VI de Portugal e bisneto do rei Carlos III de Espanha. Como Sebastião e seus familiares mais próximos eram opositores do reinado de Isabel II, ele foi despojado de todos os seus títulos e excluído da linha sucessória da Espanha em 1837 pela rainha-mãe regente Maria Cristina. Ele só teve seus títulos restituídos após casar-se em segundas núpcias com a infanta, que era prima e cunhada de Isabel II.
Os esponsais ocorreram no Palácio Real de Madri. Num espírito de reconciliação, a rainha e o rei-consorte, bem como outros membros da família real, compareceram à cerimônia e às celebrações.
O casal teve cinco filhos:
- Francisco Maria (1861-1923), criado duque de Marchena em 1885. Casado com María del Pilar de Muguiro y Beruete, com descendência;
- Pedro de Alcântara (1862-1892), criado duque de Dúrcal em 1885. Casado com María de la Caridad Madan y Uriondo, com descendência;
- Luís de Jesus (1864-1889), criado duque de Ansola em 1887. Casado com Maria Anna Bernaldo de Quiros, marquesa de Atarfe, com descendência;
- Afonso Maria (1866-1934), recusou o título oferecido a ele e passou a viver afastado do círculo familiar. Casado com Julia Mendez y Morales;
- Gabriel de Jesus (1869-1889). Não se casou.

Apesar de ser próxima ao trono e de ter um estreito vínculo com os reis, nenhum dos filhos de Maria Cristina foi nomeado infante de Espanha.
Após a Revolução de 1868, toda a família refugiou-se na França, onde Sebastião morreu, em 1875. Maria Cristina regressou posteriormente à Espanha, onde viveu até sua morte, em 1902. Encontra-se sepultada no Panteão dos Infantes do Mosteiro do Escorial.

## Honrarias
- Dama da Ordem das Damas Nobres de Espanha.